# Bosmany
Bosmany jsou přírodní památka v katastrálním území obce Kostolec v okrese Považská Bystrica v Trenčínském kraji na Slovensku. Území bylo vyhlášeno v roce 1994 jeho rozloha je 7,34 hektaru. Předmětem ochrany jsou tři skalní věže, seřazené v jedné linii, a škrapový reliéf na hřebeni. Skalní útvary jsou součástí Súľovských vrchů.